# Anthurium armeniense
Anthurium armeniense là một loài thực vật có hoa trong họ Ráy (Araceae). Loài này được Croat miêu tả khoa học đầu tiên năm 1983 publ. 1984.